# Österreichische Fußballnationalmannschaft (U-17-Juniorinnen)
Die österreichische U-17-Fußballnationalmannschaft der Frauen repräsentiert Österreich im internationalen Frauenfußball. Die Nationalmannschaft untersteht dem Österreichischen Fußball-Bund und wird seit Mai 2021 von Patrick Haidbauer trainiert.
Die Mannschaft wurde 2008 gegründet und tritt seither bei der U-17-Europameisterschaft und (theoretisch) auch bei der U-17-Weltmeisterschaft für Österreich an. Bislang ist es dem Team jedoch nie gelungen, sich für eine WM-Endrunde zu qualifizieren. Den bislang größten Erfolg feierte die österreichische U-17-Auswahl mit der Teilnahme an den EM-Endrunden 2014 und 2019, wo sie jedoch beide Male bereits in der Vorrunde ausschied.

## Turnierbilanz

### Weltmeisterschaft
| Jahr   | Gastgeber           | Platzierung        |
| ------ | ------------------- | ------------------ |
| 2008   | Neuseeland          | nicht teilgenommen |
| 2010   | Trinidad und Tobago | nicht qualifiziert |
| 2012   | Aserbaidschan       | nicht qualifiziert |
| 2014   | Costa Rica          | nicht qualifiziert |
| 2016   | Jordanien           | nicht qualifiziert |
| 2018   | Uruguay             | nicht qualifiziert |
| 2021 1 | Indien 1            | – 1                |
| 2022   | Indien              | nicht qualifiziert |
| 2024   |                     |                    |
| 2025   |                     |                    |

### Europameisterschaft
| Jahr   | Gastgeber               | Platzierung                                  |
| ------ | ----------------------- | -------------------------------------------- |
| 2008   | Schweiz                 | nicht teilgenommen                           |
| 2009   | Schweiz                 | nicht teilgenommen                           |
| 2010   | Schweiz                 | nicht qualifiziert                           |
| 2011   | Schweiz                 | nicht qualifiziert                           |
| 2012   | Schweiz                 | nicht qualifiziert                           |
| 2013   | Schweiz                 | nicht qualifiziert                           |
| 2014   | England                 | Gruppenphase                                 |
| 2015   | Island                  | nicht qualifiziert                           |
| 2016   | Belarus                 | nicht qualifiziert                           |
| 2017   | Tschechien              | nicht qualifiziert                           |
| 2018   | Litauen                 | nicht qualifiziert                           |
| 2019   | Bulgarien               | Gruppenphase                                 |
| 2020 2 | Schweden 2              | – 2                                          |
| 2021 2 | Färöer 2                | – 2                                          |
| 2022   | Bosnien und Herzegowina | nicht qualifiziert                           |
| 2023   | Estland                 | Liga A (nicht qualifiziert für die Endrunde) |
| 2024   |                         |                                              |
| 2025   |                         |                                              |

## Spiele gegen U-17-Nationalmannschaften deutschsprachiger Länder

### Deutschland
| Datum         | Ort                  | Ergebnis  | Anlass                      | Torschützinnen                                                                                          | Zuschauer |
| ------------- | -------------------- | --------- | --------------------------- | --- | --------- |
| 10. Apr. 2010 | Trumau               | 0:1 (0:1) | EM-Qualifikation            | Lena Petermann 26′                                                                                      |           |
| 20. Aug. 2011 | Wangen im Allgäu     | 3:2 (1:2) | Freundschaftsspiel          | |           |
| 6. Juni 2012  | Eislingen/Fils       | 2:4 (1:1) | Freundschaftsspiel          | |           |
| 8. Juni 2012  | Ostfildern           | 0:2 (0:1) | Freundschaftsspiel          | |           |
| 2. Sep. 2012  | Enzesfeld-Lindabrunn | 1:0 (0:0) | Vier-Nationen-Turnier       | Nicole Billa 64′                                                                                        | 200       |
| 5. Juni 2013  | Sittendorf           | 0:4 (0:2) | Freundschaftsspiel          | |           |
| 5. Juni 2013  | Steinbrunn           | 1:2 (1:1) | Freundschaftsspiel          | |           |
| 30. Aug. 2014 | Enzesfeld-Lindabrunn | 2:1 (1:0) | UEFA Development Tournament | Viktoria Pinther 2′, Sandra Mayrhofer 63′ Anna Gerhardt 79′                                             | 150       |
| 24. März 2016 | Rohrendorf bei Krems | 1:4 (0:0) | EM-Qualifikation            | Jennifer Klein 80+1′ Anna-Lena Stolze 55,67,69′, Sarai Linder 56′                                       | 500       |
| 12. Mai 2016  | Traunstein           | 1:3 (1:1) | Freundschaftsspiel          | | 1500      |
| 1. Sep. 2016  | Enzesfeld-Lindabrunn | 0:4 (0:2) | UEFA Development Tournament | Lena Uebach 10′, Marleen Schimmer 25,66,70′                                                             | 100       |
| 27. Aug. 2017 | Marijampolė          | 1:0 (0:0) | UEFA Development Tournament | Marie-Therese Höbinger 79′                                                                              |           |
| 11. Mai 2019  | Albena               | 1:3 (0:2) | EM-Vorrunde                 | Christina Edlinger 90+3′ Carlotta Wamser 17,69′, Sophie Weidauer 39′                                    | 300       |
| 29. März 2022 | Pristina             | 2:3 (1:0) | EM-Qualifikation            | Nicole Ojukwu 27 (Elfm.)′, Valentina Mädl 46′ Marie Steiner 66′, Lily Reimöller 69′, Alara Şehitler 70′ |           |

### Schweiz
| Datum         | Ort                  | Ergebnis  | Anlass                      | Torschützinnen | Zuschauer |
| ------------- | -------------------- | --------- | --------------------------- | --- | --------- |
| 4. Mai 2011   | Schruns              | 1:0 (1:0) | Freundschaftsspiel          | |           |
| 6. Mai 2011   | Schruns              | 1:1 (1:1) | Freundschaftsspiel          | |           |
| 22. Aug. 2011 | Diepoldsau           | 2:0 (1:0) | Freundschaftsspiel          | | 200       |
| 4. Sep. 2012  | Enzesfeld-Lindabrunn | 0:0       | Vier-Nationen-Turnier       | – |           |
| 21. März 2016 | Rohrendorf bei Krems | 3:3 (2:2) | EM-Qualifikation            | Besijana Pireci 13′, Laura Krumböck 24′, Jennifer Klein 43′ Géraldine Reuteler 28′, Lara Marti 31′, Leandra Schegg 80+4′                                                      | 500       |
| 28. Aug. 2016 | Enzesfeld-Lindabrunn | 1:0 (1:0) | UEFA Development Tournament | Marie-Therese Höbinger 19′ | 70        |
| 27. März 2017 | Veen                 | 0:2 (0:1) | EM-Qualifikation            | Ilona Guede Redono 31′, Noa Schärz 59′ | 100       |
| 22. Aug. 2017 | Marijampolė          | 6:0 (3:0) | UEFA Development Tournament | Sophie Hillebrand 1′, Marie-Therese Höbinger 17,62 3′, Lisa Kolb 21 4,45′, Maria Plattner 57 3′                                                                               |           |
| 28. Aug. 2019 | Enzesfeld-Lindabrunn | 1:1 (0:0) | 3 Nationen Turnier          | Lilli Purtscheller 82 5′ Riola Xhemaili 75 (Elfm.)′ | 120       |
| 8. Okt. 2020  | Au                   | 1:2 (1:1) | Freundschaftsspiel          | Valentina Mädl 13′ Katharina Risch 29′, Clarisse Ecoeur 80 6′ |           |
| 14. Mai 2021  | Hohenems             | 1:1 (1:1) | Freundschaftsspiel 7        | Valentina Mädl 22′ Ines Sebayang 3′ |           |
| 17. Mai 2021  | Hohenems             | 6:0 (4:0) | Freundschaftsspiel 7        | Valentina Mädl 20,25,43′, Hannah Fankhauser 30′, Emilia Purtscher 58′, Leonie Christin Tragl 58′                                                                              |           |
| 6. Okt. 2021  | Patras               | 4:4 (1:2) | EM-Qualifikation            | Isabel Aistleitner 37,66 (Elfm.)′, Valentina Mädl 54 (Elfm.)′, Magdalena Rukavina 82 (Elfm.)′ Naomi Luyet 29′, Iman Beney 31′, Mara Tauriello 58′, Leila Wandeler 86 (Elfm.)′ | 100       |